# Processo independente
Processo independente, no contexto dos sistemas operacionais, é um termo utilizado para um processo que exige durante sua criação, contexto de hardware, contexto de software e espaço de endereçamento próprio.